# Thelairosoma pallidum
Thelairosoma pallidum är en tvåvingeart som beskrevs av Louis-Paul Mesnil 1954. Thelairosoma pallidum ingår i släktet Thelairosoma och familjen parasitflugor. Inga underarter finns listade i Catalogue of Life.